# Louvren
Louvren (franska: Musée du Louvre eller officiellt Grand Louvre) är det största nationalmuseet i Frankrike, det mest besökta museet i världen och ett historiskt monument. Louvren är beläget i Paris 1:a arrondissement (stadsdel) och tillhör världens främsta konstmuseer både vad gäller storlek och samling, med hyllade konstverk av bland annat Tizian, Rafael och Leonardo da Vinci. Museet ställer ut Mona Lisa, Venus från Milo och Nike från Samothrake.
Louvren förvaltas av den franska staten under Réunion des Musées Nationaux och ställer ut både antik och modern konst. Museet är känt för att ha flera av världens mest berömda konstverk, som till exempel Leonardo da Vincis Mona Lisa, Anna själv tredje, Madonnan i grottan (första versionen), Alexander från Antiochias Venus de Milo, Hieronymus Boschs Narrskeppet samt Damen från Auxerre.
Louvren byggdes som ett kungligt slott för Filip II August i centrala Paris i ena änden av gatan Champs-Élysées. Vid denna tid bodde dock det kungliga hovet i tur och ordning på Palais de la Cité, Hôtel Saint-Pol och i Hôtel des Tournelles, och det var först på 1500-talet som Louvren började användas som kunglig bostad och byggdes om från en fästning till ett palats. Det användes som bostad för det kungliga hovet i Paris mellan 1515 och 1682, tillsammans med Tuilerierna, som låg mittemot. Delar av palatset öppnades som museum för offentligheten 8 november 1793, under den franska revolutionen.
Den centrala gårdsplanen, som domineras av Louvrepyramiden i glas, byggd 1988, är museets huvudentré. År 2005 hade Louvren 7,3 miljoner besökare, ett rekord som till stora delar berodde på Dan Browns roman från 2003, Da Vinci-koden. Ökningen av antalet besökare var 22 procent jämfört med tidigare rekord och gjorde Louvren till det mest besökta monumentet i Paris.

## Byggnad och arkitektur

Louvren med sin pyramid.

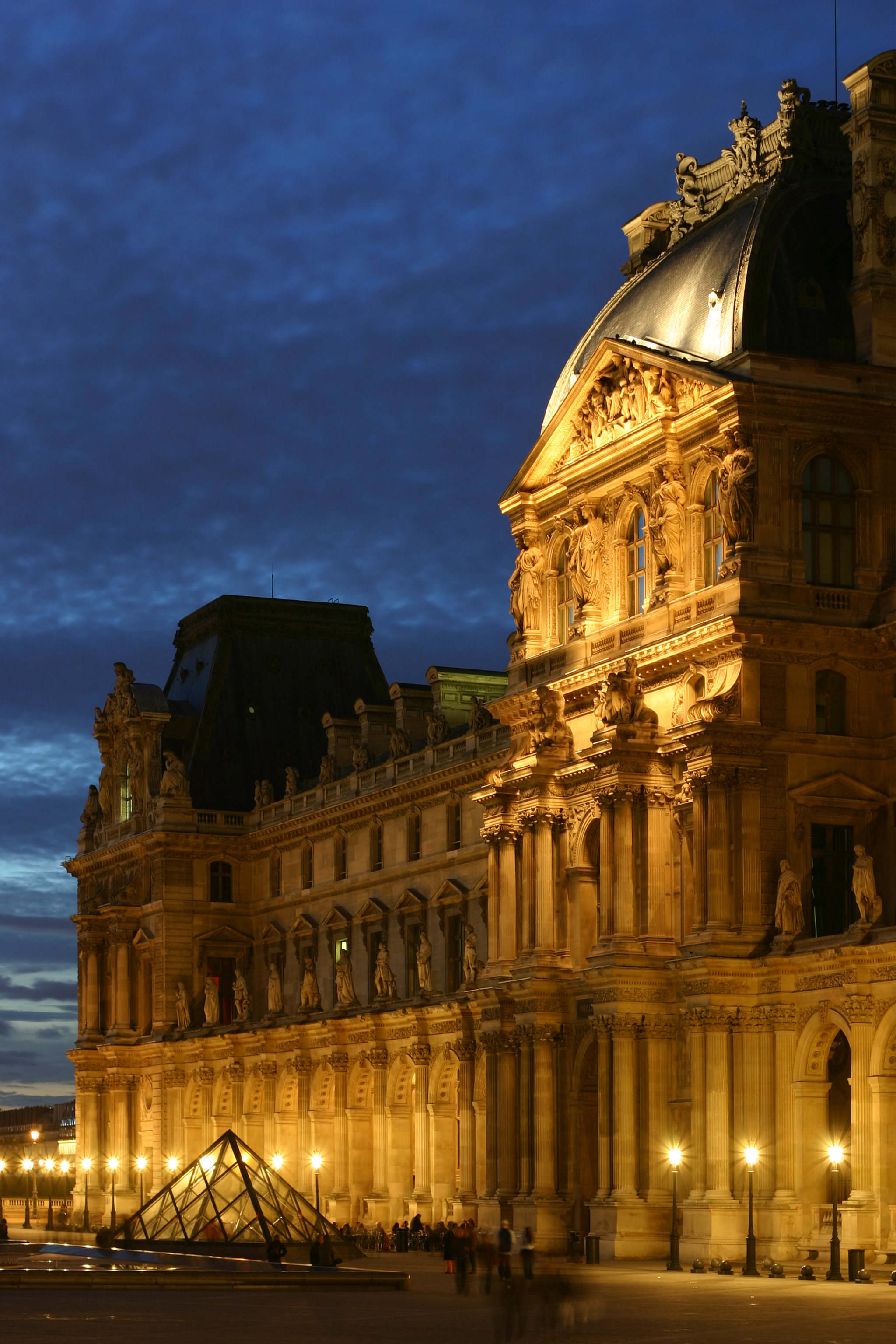
Richelieuflygeln.

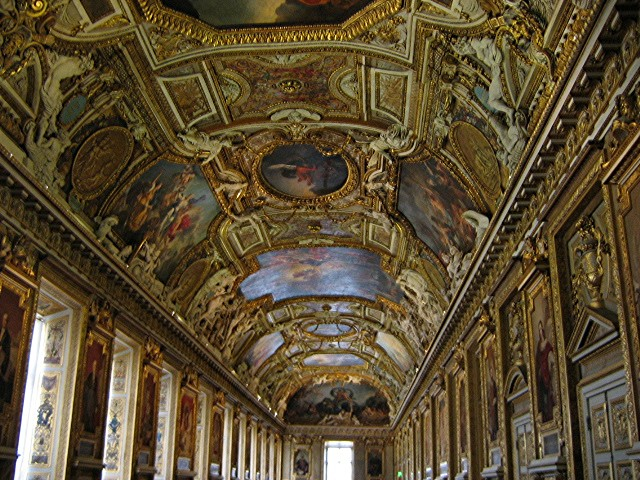
Galerie d'Apollon.

Det första kungliga Louvreslottet byggdes av Filip II August 1190 som en fästning för att försvara västra Paris mot normander. 
När Frans I besteg tronen 1515 började han använde Louvren som sin bostad när han besökte Paris, och Louvren tjänstgjorde sedan, tillsammans med Tuilerierna, som kunglig bostad. Frans I var mycket konstintresserad och hade en diger samling av konst. När han avled testamenterade han sina konstverk till den franska staten. Kung Ludvig XIV bidrog sedan till att samlingen av konstverk växte i Louvren.
Den nuvarande delen av slottet Louvren började byggas 1535. Arkitekten Pierre Lescot införde i Paris uttrycket renässansen, som hade utvecklats i slotten i Loiredalen. Hans nya flygel på det gamla slottet satte dess status som den första bland de kungliga palatsen. Även Androuet du Cerceau arbetade med Louvren.
Under sin regeringstid åren 1589–1610, byggde Henrik IV Grande Galerie. Byggnaden längs Seine var över 400 meter lång och 13 meter bred. Det var då världens längsta byggnad i sitt slag. Henrik IV, som uppmuntrade konsten, bjöd in hundratals konstnärer och hantverkare för att arbeta på byggnadens nedre våningar. Denna tradition fortsatte i ytterligare 200 år tills Napoleon III avskaffade den.
Ludvig XIII (1610–1643) färdigställde Denonflygeln, som hade påbörjats av Katarina av Medici 1560. I dag har den renoverats som en del i det stora restaureringsprogrammet i Louvren.
Även Richelieuflygeln byggdes av Ludvig XIII. Den var en del av Frankrikes ekonomiministerium och tog upp den större delen av palatsets norra flygel. Ministeriet flyttades och flygeln renoverades och förvandlades till konstgallerier som invigdes 1993, på Louvrens 200-årsdag.
Anlitad av Ludvig XIV byggde arkitekten Claude Perrault den östra flygeln 1665–1680, med en italiensk balustrad längs det plana taket, vilket var nytt inom fransk arkitektur. Hans enkla design valdes framför en design av den store Gian Lorenzo Bernini, som kom till Paris med byggnaden som sitt enda syfte. Perrault hade översatt den romerske arkitekten Vitruvius till franska. Hans harmoniserande kolonnpar bildade en skuggad pelargång med en central entré i en frontonisk triumfbåge, i en diskret barockstil som hade varit modell för stora byggnader i Europa i hundratals år.
Napoleon I byggde Carrouselparken och Carrousels triumfbåge 1805, som ett minnesmärke över sina segrar. På den tiden var parken entrén till Tuilerierna.
Louvren fortsatte att byggas ut av Napoleon III. Den flygel som byggdes mellan 1852 och 1857, av arkitekterna Visconti och Hector Lefuel, representerar det andra kejsardömet, full av detaljer och skulpturer. Utbyggnaden pågick till 1876.

### Louvrepyramiden
Louvrepyramiden är en stor glaspyramid som lät uppföras av dåvarande president François Mitterrand. Den utformades av Ieoh Ming Pei och invigdes 1989. Detta var den första förändringen i det stora Louvre-projektet där även Carre Gallery, där Mona Lisa ställdes ut, renoverades. Pyramiden är 20,6 meter hög och sidorna är vid marknivå 35 meter breda. Den täcker Louvrens entresol och är en del av entrén till museet.

### Den inverterade pyramiden
Den inverterade pyramiden (franska La Pyramide Inversée) är ett ljusinsläpp i ett underjordiskt affärscentrum framför Louvren. Det är en upp och nervänd pyramid som gör att det går att se ner i lokalerna från markplanet.
Pyramiden utgör en korsning mellan två huvudgångar varav en leder till museet. Glaset sitter fast i en 30 ton tung och 13,3 meter lång stålram. Det laminerade glaset pekar nedåt mot golvet. Toppen på pyramiden slutar 1,4 meter ovanför golvnivån. Den är indelad i 30 millimeter tjocka glasrutor som sitter fast med 381 millimeter långa kors av rostfritt stål. Efter mörkrets inbrott lyses pyramiden upp av strålkastare.
Under pyramiden, på golvet, finns en liten stenpyramid som har omkring en meter långa sidor och är ungefär 90 centimeter hög.
Den inverterade pyramiden byggdes under andra etappen av renoveringen av Louvren och stod klar 1993.

## Museet

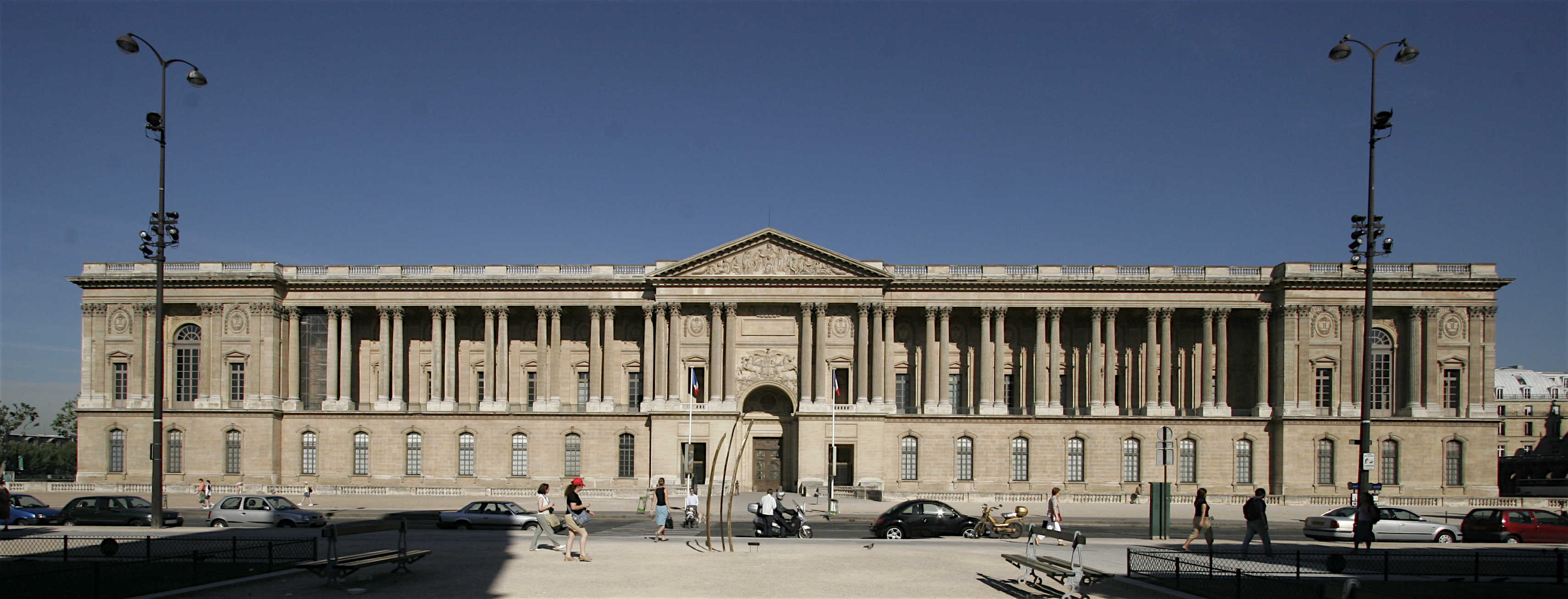
Pelargångar med entré.

Redan Frans I av Frankrike påbörjade en konstsamling, och Ludvig XIV av Frankrike upptog planen. Det egentliga museet tillkom 1793 genom de rika konstskatter som franska staten samlat under franska revolutionen och växte under Napoleonkrigen och under franska expeditioner till Orienten och Grekland. Betydande tillskott var inköpet av Campanasamlingarna 1860.
Efter att länge ha styrts av Réunion des Musées Nationaux har Louvren nyligen blivit självförsörjande som Etablissement Public Autonome (statligt ägt bolag) för att bättre kunna styra över sin tillväxt. Sedan 14 september 2005, har museet gradvis förbjudit fotografering av dess konst.
Bland de tusentals ovärderliga målningarna finns Leonardo da Vincis Mona Lisa i Salle des Etats bakom skyddande glas i en klimatkontrollerad miljö. Där finns även arbeten av konstnärer som Jean-Honoré Fragonard, Rembrandt, Rubens, Tizian, Nicolas Poussin och Jacques-Louis David. Bland de mest kända skulpturerna finns Nike från Samothrake och Venus de Milo.
Edmond James de Rothschilds samling som överlämnades till Louvren 1935, har en egen utställningshall. Den inrymmer mer än 40 000 gravyrer, nästan 3 000 teckningar och 500 illustrerade böcker.
Vid sidan av konst så har Louvren många andra typer av utställningar, såsom arkeologi, historia och arkitektur. Där finns en stor möbelsamling där bland annat Bureau du Roi (Roibyrån) från 1700-talet fanns med, men som nu har återförts till slottet i Versailles.

## Kommunikationer
I närheten av Louvren ligger metrostation Palais Royal – Musée du Louvre.